# أجيم موراتي
أجيم موراتي (بالألبانية: Agim Murati‏) (8 مارس 1953 بتيرانا في ألبانيا - ) هو لاعب كرة قدم ألباني في مركز الهجوم. شارك مع منتخب ألبانيا لكرة القدم. أما مع النوادي، فقد لعب مع بارتيزاني تيرانا.

## روابط خارجية
- أجيم موراتي على موقع قاعدة بيانات كرة القدم.إي يو (الإنجليزية)
- أجيم موراتي على موقع عالم كرة القدم.نت (الإنجليزية)